# Orange Karte

Die orange Karte wird im Pétanque benutzt

Die orange Karte stellt in der Boulespielart Pétanque ein Spielsanktion dar.

## Allgemeines
Nach Artikel 35 der offiziellen Pétanque-Spielregeln im Deutscher Boccia-, Boule- und Pétanque-Verband gibt es neben der gelben Karte (Verwarnung) und der roten Karte (Disqualifikation) auch die orange Karte.
Eine Annullierung der gespielten oder zu spielenden Kugel wird dem schuldigen Spieler vom Schiedsrichter durch die orange Karte offiziell angezeigt.